# 鄭蘭貞
鄭蘭貞（？—1565年），本貫草溪鄭氏，是朝鮮王朝文定王后攝政時期的女性政治人物。與燕山君時淑容張綠水、肅宗時張玉貞，合稱朝鮮三大妖女。

## 生平
她是清溪君鄭允謙的孽女，母親南氏為營婢出身。曾當過妓生，後為文定王后弟弟尹元衡之妾。1545年，文定王后开始垂簾聽政，丈夫尹元衡开始得势。1551年，丈夫的正妻金氏因為尹任關係被波及，鄭蘭貞被文定王后破例扶正為正室，被封為正一品貞敬夫人。
她在文定王后攝政的八年間，言唆文定王后發起士禍，誣告中宗之子鳳城君（熙嬪洪氏所出）要奪嫡，使得一些大臣被流放被殺害。鄭蘭貞與奉恩寺的僧侶普雨關係密切，並引入宮中，使得文定王后大興佛教，鄭蘭貞還利用其政治勢力，大擴對商業之影響力。之後金氏之母親姜氏上告鄭蘭貞毒殺尹元衡之正妻，但是有文定王后當靠山，所以不了了之。
起初，侄子鄭宗榮（兄长鄭淑之子）與鄭蘭貞不合，因此尹元衡欲陷害他，不過在鄭蘭貞生母的阻止下，讓鄭宗榮逃過一劫。
文定王后死後，尹元衡失勢，鄭蘭貞跳海自盡，尹元衡本人亦服毒自盡。。

## 子女
- 子：尹孝源，配崔氏[11][12]。
- 女：尹氏

## 曾饰演鄭蘭貞的艺人
| 劇名                        | 年份   | 電視台       | 演員      |
| --------------------------- | ------ | ------------ | --------- |
| 《女人列传》—《校洞夫人》   | 1981年 | MBC电视剧    | 金英蘭 飾 |
| 《朝鲜王朝五百年》—《風蘭》 | 1984年 | MBC电视剧    | 金英蘭 飾 |
| 《女人天下》                | 2002年 | SBS电视剧    | 姜受延 飾 |
| 《獄中花》                  | 2016年 | MBC电视剧    | 朴珠美 飾 |
| 《朝鮮生存記》              | 2019年 | TV朝鮮电视剧 | 尹智敏 飾 |

## 备注
1. ↑  或說光海君時尚宮金介屎。
2. ↑  有傳是被鄭蘭貞毒死。
3. ↑  朝鮮王朝時期，妾的身分是非常低微的，也規定妾不能被扶為正室。

## 參看
- 女人天下

## 外部連結
- 鄭蘭貞（韓文）